# Call of Duty: Black Ops
Call of Duty: Black Ops je akční počítačová hra z pohledu první osoby (first person shooter). U studia Treyarch je sedmým přírůstkem do série Call of Duty. Na rozdíl od předchozího dílu Call of Duty: Modern Warfare 2 má hráč opět možnost se naklánět.
Hra se odehrává v období studené války, přesněji mezi lety 1945 až 1968. Hra je vyprávěna zvláštním způsobem – vzpomínkami. V těch se hráč dosti nesouvisle přemisťuje v různých obdobích života agenta Masona. Ve hře vystupuje mnoho známých postav (americký prezident John Fitzgerald Kennedy, americký ministr obrany Robert McNamara, kubánský diktátor Fidel Castro). Hlavními hrdiny jsou agent Alex Mason, agent Jason Hudson, Viktor Reznov, Gregori Weaver, Frank Woods a Bowman. Hrát pak lze nejen za Masona, ale i za Reznova a Hudsona.